# Classe Sibirykov
Le navi classe Sibirykov (progetto 873 secondo la classificazione russa) sono unità per ricerche oceanografiche di costruzione polacca.
La classificazione russa probabilmente è EOS (Ekspeditsionnoye Okeanograficheskoye Sudno: nave per spedizioni oceanografiche).

## Utilizzo
Queste unità, in pratica, si occupano della ricerca di minerali sui fondali marini. Si tratta di navi di grandi dimensioni, equipaggiate con due piccoli sottomarini ognuna.
Sono state costruite presso il cantiere navale polacco di A. Warski, presso Stettino.
Le unità operative sono due.
- Sibiryakov: entrata in servizio nel 1990, oggi è in servizio presso la Flotta del Baltico.
- Romuald Muklevich: entrata in servizio nel 1991, oggi è in servizio presso la Flotta del Nord.